# Reed (Familienname)
Reed ist ein Familienname.

## Namensträger

### A
- A. C. Reed (1926–2004), US-amerikanischer Bluesmusiker
- Adam Reed (Fußballspieler, 1975) (* 1975), englischer Fußballspieler
- Adam Reed (Fußballspieler, 1991) (* 1991), philippinischer Fußballspieler
- Adam Reed (Fernsehproduzent) (* 1980), amerikanischer Fernsehproduzent
- Alaina Reed Hall (1946–2009), US-amerikanische Schauspielerin
- Alan Reed (1907–1977), US-amerikanischer Schauspieler
- Albert Edwin Reed (1846–1920), britischer Unternehmer
- Alfred Reed (1921–2005), US-amerikanischer Komponist
- Alma Reed (1889–1966), US-amerikanische Journalistin
- Alyson Reed (* 1958), US-amerikanische Tänzerin und Schauspielerin
- Amos Reed (vor 1863–nach 1867), US-amerikanischer Politiker
- Anderson Reed (* 1990), US-amerikanischer Tennisspieler
- Andre Reed (* 1964), US-amerikanischer American-Football-Spieler
- Andrew Reed (1787–1862), britischer Geistlicher und Philanthrop
- Andy Reed (* 1969), schottischer Rugby-Union-Spieler
- Annette Gordon-Reed (* 1958), US-amerikanische Historikerin und Rechtswissenschaftlerin
- Angie Reed (* 1973), US-amerikanische Musikerin
- Arthur L. Reed, britischer Radsportler
- Ava Reed (* 1987), deutsche Schriftstellerin

### B
- Barry Reed (1927–2002), US-amerikanischer Anwalt und Autor
- Bertie Reed (Stanley John Reed; 1943–2006), südafrikanischer Segler
- Blind Alfred Reed (1880–1956), US-amerikanischer Countrymusiker
- Brett Reed (* 1972), US-amerikanischer Schlagzeuger
- Bronson Reed (* 1988), australischer Wrestler
- Brooks Reed (* 1988), US-amerikanischer American-Football-Spieler
- Bruce Reed (* 1962), kanadischer Mathematiker

### C
- Carol Reed (1906–1976), britischer Filmregisseur
- Cathy Reed (* 1987), amerikanisch-japanische Eiskunstläuferin
- Chad Reed (* 1982), australischer Motocrossfahrer
- Charles Manning Reed (1803–1871), US-amerikanischer Politiker
- Chauncey W. Reed (1890–1956), US-amerikanischer Politiker
- Chris Reed (Eiskunstläufer) (1989–2020), amerikanisch-japanischer Eiskunstläufer
- Chris Reed (Baseballspieler) (* 1990), britisch-amerikanischer Baseballspieler
- Chris Reed (Footballspieler) (* 1992), US-amerikanischer American-Football-Spieler
- Clyde M. Reed (1871–1949), US-amerikanischer Politiker
- Crystal Reed (* 1985), US-amerikanische Schauspielerin

### D
- Dan Reed (Daniel Edward Reed; * 1963), US-amerikanischer Musiker und Schauspieler
- Daniel Reed (Drehbuchautor) (Daniel Aloysius Reed; 1892–1978), US-amerikanischer Drehbuchautor und Regisseur
- Daniel Reed (Tischtennisspieler) (* 1989), britischer Tischtennisspieler
- Daniel A. Reed (Politiker) (1875–1959), US-amerikanischer Politiker und American-Football-Trainer
- Daniel A. Reed (Informatiker), US-amerikanischer Informatiker
- David Reed (Künstler) (* 1946), US-amerikanischer Künstler
- David Reed (Biologe, 1963) (David H. Reed; 1963–2011), US-amerikanischer Evolutionsbiologe
- David Reed (Biologe, II) (David L. Reed), US-amerikanischer Biologe (Säugetiere und Parasiten)
- David Reed (Drehbuchautor), US-amerikanischer Drehbuchautor
- David A. Reed (1880–1953), US-amerikanischer Politiker (Pennsylvania)
- David P. Reed (* 1952), US-amerikanischer Informatiker
- David Vern Reed (eigentlich David Levine; 1924–1989), US-amerikanischer Comicautor
- Dean Reed (1938–1986), US-amerikanischer Sänger und Schauspieler
- Dizzy Reed (* 1963), US-amerikanischer Keyboarder
- D. J. Reed (* 1996), US-amerikanischer American-Football-Spieler
- Donna Reed (1921–1986), US-amerikanische Schauspielerin
- Douglas Reed (1895–1976), britischer Journalist und Schriftsteller

### E
- Ed Reed (Musiker) (1929–2024), US-amerikanischer Jazzsänger
- Ed Reed (Footballspieler) (Edward Earl Reed junior; * 1978), US-amerikanischer American-Football-Spieler
- Edward Reed (Telemarker), US-amerikanischer Telemarker
- Edward C. Reed (1793–1883), US-amerikanischer Politiker
- Edward James Reed (1830–1906), britischer Schiffbauingenieur
- Edward Tennyson Reed (E. T. Reed; 1860–1933), britischer Karikaturist
- Eli Reed (Fotograf) (* 1946), US-amerikanischer Fotograf
- Eli Reed (Musiker)  (* 1983), US-amerikanischer Musiker
- Elizabeth Armstrong Reed (1842–1915), US-amerikanische Orientalistin
- Elli Reed (* 1989), US-amerikanische Fußballspielerin
- Eric Reed (* 1970), US-amerikanischer Jazzpianist und Komponist
- Ethel Reed (1874–1912), amerikanische Grafikdesignerin
- Eugene Elliott Reed (1866–1940), US-amerikanischer Politiker

### F
- Frederick M. Reed (1924–2012), US-amerikanischer Jurist und Politiker

### G
- Gary Reed (Comicverleger) (1956–2016), US-amerikanischer Comicverleger und -autor
- Gary Reed (Leichtathlet) (* 1981), kanadischer Leichtathlet
- Gene Reed (1935–2020), US-amerikanischer Choreograf
- Geoffrey Reed (1925–2015), Tischtennisfunktionär aus Jersey
- George Reed (Schauspieler) (1866–1952), US-amerikanischer Schauspieler
- George Reed (Fußballspieler, 1904) (1904–1958), englischer Fußballspieler
- George Reed (Musiker) (1922–2011), US-amerikanischer Jazz-Schlagzeuger und Sänger
- George Reed (Rennfahrer) (1921–1991), US-amerikanischer Autorennfahrer und Rennstallbesitzer
- George Reed (Fußballspieler, 1938) (* 1938), englischer Fußballspieler

### H
- H. Owen Reed (1910–2014), US-amerikanischer Komponist
- Harrison Reed (Politiker) (1813–1899), US-amerikanischer Politiker
- Harrison Reed (Eishockeyspieler) (* 1988), kanadischer Eishockeyspieler
- Harrison Reed (Fußballspieler) (* 1995), englischer Fußballspieler
- Heida Reed (* 1988), isländische Schauspielerin
- Henry Hope Reed (1915–2013), US-amerikanischer Architekturhistoriker
- Herb Reed (1928–2012), US-amerikanischer Sänger

### I
- Ian Reed (1927–2020), australischer Diskuswerfer
- Irving Stoy Reed (1923–2012), US-amerikanischer Mathematiker und Ingenieur
- Isaac Reed (Literaturwissenschaftler) (1742–1807), britischer Literaturwissenschaftler und Shakespeare-Herausgeber
- Isaac Reed (Politiker) (1809–1887), US-amerikanischer Politiker
- Ishmael Reed (* 1938), US-amerikanischer Schriftsteller
- Ivy Kellerman Reed (1877–1968), US-amerikanische Esperantistin

### J
- Jack Reed (* 1949), US-amerikanischer Politiker
- James Reed (General) (1722/1724–1807), US-amerikanischer Brigadegeneral
- James Reed, Pseudonym von Guido Malatesta (1919–1970), italienischer Filmregisseur und Drehbuchautor
- James Reed (Footballspieler) (* 1977), US-amerikanischer American-Football-Spieler
- James Reed (Filmproduzent), britischer Filmproduzent und Dokumentarfilmer
- James Reed (Bobfahrer) (* 1991), US-amerikanischer Bobfahrer
- James A. Reed (1861–1944), US-amerikanischer Politiker (Missouri)
- James B. Reed (1881–1935), US-amerikanischer Politiker (Arkansas)
- Jarran Reed (* 1992), US-amerikanischer Footballspieler
- Jason Reed (* 1967), US-amerikanischer US-amerikanischer Schauspieler und Musiker, siehe JR Reed
- Jason T. Reed (* 1973), US-amerikanischer Film- und Fernsehproduzent
- Jennie Reed (* 1978), US-amerikanische Radrennfahrerin
- Jerry Reed (1937–2008), US-amerikanischer Sänger und Schauspieler
- Jillian Rose Reed (* 1991), US-amerikanische Schauspielerin
- Jim Reed (Fußballtrainer) (1903–1994), US-amerikanischer Fußballtrainer
- Jim Reed (Rennfahrer) (1926–2019), US-amerikanischer NASCAR-Rennfahrer
- Jimmy Reed (1925–1976), US-amerikanischer Bluesmusiker
- John Reed senior (1751–1831), US-amerikanischer Politiker
- John Reed junior (1781–1860), US-amerikanischer Politiker
- John Reed (1887–1920), US-amerikanischer Journalist und Revolutionär
- John Reed (Kunstmäzen) (1901–1981), australischer  Rechtsanwalt, Verleger und Kunstmäzen
- John Francis Reed (* 1949), US-amerikanischer Politiker, siehe Jack Reed
- John H. Reed (1921–2012), US-amerikanischer Politiker
- Joel M. Reed (1933–2020), US-amerikanischer Regisseur
- Jordan Reed (* 1990), US-amerikanischer Footballspieler
- Joseph Reed (1741–1785), US-amerikanischer Politiker
- Joseph Reed (Architekt) (um 1823–1890), britisch-australischer Architekt
- Joseph Rea Reed (1835–1925), US-amerikanischer Politiker
- Joseph Verner Reed, Jr. (1937–2016), US-amerikanischer Bankmanager und Diplomat
- JR Reed (Jason Reed; * 1967), US-amerikanischer Schauspieler und Musiker
- Judy W. Reed (1826–1905), US-amerikanische Näherin und Erfinderin
- Justin Phillip Reed (* 1989), US-amerikanischer Schriftsteller und Dichter

### K
- Kate Reed (* 1982), britische Langstreckenläuferin
- Kaye Reed (* 1951), US-amerikanische Paläoanthropologin
- Kira Reed (* 1971), US-amerikanische Schauspielerin, Produzentin, Drehbuchautorin und Moderatorin
- Kit Reed (1932–2017), US-amerikanische Schriftstellerin
- Kristina Reed, Filmproduzentin

### L
- Les Reed (1935–2019), britischer Songschreiber, Musiker, Arrangeur und Orchesterleiter
- Les Reed (Fußballtrainer) (Leslie Reed; * 1952), englischer Fußballtrainer und -funktionär
- Lou Reed (1942–2013), US-amerikanischer Musiker
- Lucie Reed (* 1974), tschechische Triathletin
- Luman Reed (1785–1836), US-amerikanischer Unternehmer und Kunstmäzen

### M
- Matthew Reed (* 1975), US-amerikanischer Triathlet neuseeländischer Herkunft
- Maxwell Reed (1919–1974), britischer Schauspieler
- Michael Reed (1929–2022), kanadischer Kameramann
- Michael C. Reed (* 1942), US-amerikanischer Mathematiker
- Mike Reed (* 1974), US-amerikanischer Jazzmusiker und Arrangeur
- Myrtle Reed (1874–1911), US-amerikanische Autorin

### N
- Neil Reed (1975–2012), US-amerikanischer Basketballspieler
- Nicholas Reed (* 1963), britischer Filmproduzent
- Nikki Reed (* 1988), US-amerikanische Autorin und Schauspielerin

### O
- Oliver Reed (1938–1999), britischer Schauspieler

### P
- Pamela Reed (* 1949), US-amerikanische Schauspielerin
- Patrick Reed (* 1990), US-amerikanischer Golfer
- Paul Reed († 2015), US-amerikanischer Maler
- Peter Reed (* 1981), britischer Ruderer
- Peyton Reed (* 1964), US-amerikanischer Regisseur
- Philip Reed (1760–1829), US-amerikanischer Politiker
- Phillip Reed (1908–1996), US-amerikanischer Schauspieler
- Preston Reed (* 1955), US-amerikanischer Gitarrist

### R
- Randall Reed, US-amerikanischer General
- Raquel Reed (* 1988), US-amerikanische Sängerin und Model
- Rex Reed (* 1938), US-amerikanischer Filmkritiker, Fernsehmoderator und Schauspieler
- Robert Reed (Schauspieler) (1932–1992), US-amerikanischer Schauspieler
- Robert Reed (Schriftsteller) (* 1956), US-amerikanischer Science-Fiction-Autor
- Robert Reed (Bischof) (* 1959), US-amerikanischer Geistlicher, Weihbischof in Boston
- Robert Reed, Baron Reed of Allermuir (* 1956), britischer Jurist
- Robert Rentoul Reed (1807–1864), US-amerikanischer Politiker
- Robin Reed (1899–1978), US-amerikanischer Ringer
- Rondi Reed (* 1952), US-amerikanische Schauspielerin und Sängerin

### S
- Sam Reed (1935/36–2021), US-amerikanischer Jazz- und Rhythm % Blues-Musiker
- Sandy Reed (* 1968), deutsch-amerikanische Sängerin
- Shane Reed (1973–2022), neuseeländischer Triathlet
- Shanna Reed (* 1956), US-amerikanische Schauspielerin und Tänzerin
- Stanley Reed (Politiker) (1872–1969), britischer Autor und Politiker (Conservative Party)
- Stanley Forman Reed (1884–1980), US-amerikanischer Jurist und Richter
- Stanley Foster Reed (1917–2007), US-amerikanischer Verleger und Herausgeber
- Stanley John Reed (1943–2006), südafrikanischer Segler, siehe Bertie Reed
- Steve Reed (Politiker) (* 1963), britischer Politiker
- Steve Reed (Illustrator) (* 1979), US-amerikanischer Illustrator
- Steve Reed (Baseballspieler) (* 1985), US-amerikanischer Baseballspieler
- Stuart F. Reed (1866–1935), US-amerikanischer Politiker
- Stuart M. Reed (1925–2012), amerikanischer Manager in der Autoindustrie und im Schienenverkehr
- Sunday Reed (1905–1981), australische Kunstmäzenin
- Susan Reed (1926–2010), US-amerikanische Sängerin

### T
- Tanoai Reed (* 1974), US-amerikanischer Stuntman
- Terence James Reed (* 1937), britischer Germanist
- Theodore Reed (1887–1959), US-amerikanischer Filmproduzent und Regisseur
- Theodore Reed (Zoologe) († 2013), US-amerikanischer Zoologe
- Thomas Reed (Architekt) (1810–1878), dänischer Architekt
- Thomas Brackett Reed (1839–1902), US-amerikanischer Politiker
- Thomas Buck Reed (1787–1829), US-amerikanischer Politiker
- Timothy Reed (* 1985), australischer Triathlet
- Timothy Davis-Reed, US-amerikanischer Schauspieler
- Tom Reed (Drehbuchautor) (1901–1961), US-amerikanischer Drehbuchautor
- Tom Reed (Footballtrainer) (* 1945), US-amerikanischer Footballtrainer
- Tom Reed (Politiker) (* 1971), US-amerikanischer Politiker
- Tom Reed (Schauspieler) (* 1986), britischer Schauspieler
- Tracy Reed (Schauspielerin, 1942) (1942–2012), britische Schauspielerin
- Tracy Reed (Schauspielerin, 1949) (* 1949), US-amerikanische Schauspielerin
- Trevor Reed (* 1991), US-amerikanischer Soldat und russischer Gefangener

### W
- Walter Reed (1851–1902), US-amerikanischer Bakteriologe
- Walter Reed (Schauspieler) (1916–1991), US-amerikanischer Schauspieler
- Waymon Reed (1940–1983), US-amerikanischer Jazz-Trompeter
- Whitney Reed (1932–2015), US-amerikanischer Tennisspieler
- William Reed (Gouverneur) († 1728), britischer Politiker; Gouverneur der Province of North Carolina
- William Reed (Politiker) (1776–1837), US-amerikanischer Politiker
- William Reed (Organist) (1859–1945), kanadischer Organist und Komponist
- William Reed (Komponist) (1910–2002), englischer Komponist
- William Reed (Leichtathlet) (* 2005), Leichtathlet von den Marshallinseln
- William Henry Reed (1876–1942), englischer Geiger und Komponist
- William Nikolaus Reed (1825–1864), deutsch-amerikanischer Oberstleutnant
- Willis Reed (The Captain; 1942–2023), US-amerikanischer Basketballspieler